# Pulp Fiction
Pulp Fiction (còn có tên tiếng Việt là "Chuyện tào lao") là một bộ phim tâm lý tội phạm của Mỹ phát hành năm 1994 có bối cảnh quay tại Los Angeles. Phim có sự tham gia của đạo diễn Quentin Tarantino và các diễn viên John Travolta, Bruce Willis, Uma Thurman và Samuel L. Jackson. Bộ phim là một thành công lớn trong sự nghiệp làm phim của Quentin Tarantino và là phim độc lập đầu tiên có doanh thu hơn 200 triệu USD. Về mặt giải thưởng, phim giành 1 giải Oscar cho kịch bản gốc xuất sắc (cùng 6 đề cử khác), 1 Quả cầu vàng, 1 cành cọ vàng và rất nhiều giải thưởng khác. Viện điện ảnh Mỹ xếp phim này đứng thứ 7 trong cuộc bình chọn những bộ phim gangster hay nhất mọi thời đại. Pulp Fiction được xếp loại R vì bạo lực đẫm máu và sử dụng ma túy, lời thoại tục tĩu và cảnh tình dục.
Nội dung của Pulp Fiction bao gồm nhiều sự "trái khoáy", là một tập hợp các câu chuyện rời rạc, tào lao mà lại vô cùng gắn kết, nó phá vỡ rất nhiều trật tự của điện ảnh đặc biệt khi nói về thế giới tội phạm nước Mỹ nhưng hoàn toàn không có tuyến nhân vật đại diện cho phe chính nghĩa và không thể bỏ qua phần hội thoại gồm những câu chuyện tào lao và có phần bậy bạ.
Tarantino tuyển Travolta vào Pulp Fiction chỉ vì Michael Madsen, người thủ vai Vic Vega trong phim trước của ông là Reservoir Dogs, từ chối và quyết định sang đóng phim Wyatt Earp thay vì Pulp Fiction. Madsen vẫn hối hận vì quyết định này gần 10 năm sau.. Travolta dù chấp nhận thù lao không béo bở - các nguồn cho biết vào khoảng $100,000 và $140,000 — nhưng chính thành công của bộ phim và đề cử Oscar cho nam chính xuất sắc nhất đã hồi sinh sự nghiệp của anh.

## Nội dung
Nội dung của phim xoay quanh những câu chuyện tào lao của các nhân vật trong phim.
- Mở đầu phim, một đôi tình nhân Pumpkin và Yolanda đang ăn sáng và tán dóc trong một quán ăn. Khi nhắc tới chuyện một tên cướp dùng điện thoại di động để cướp ngân hàng, Pumpkin và Yolanda rút súng ra cướp quán ăn.
- Tiếp đến, Vincent Vega (John Travolta) và Jules Winnfield (Samuel L. Jackson) là hai tên gangster đang đi thực hiện nhiệm vụ cho ông chủ. Trên đường đi, chúng bàn đủ mọi chuyện: món ăn ở Amsterdam, chuyện ông chủ của chúng đánh ghen, mát-xa chân. Đoạn kết của phần này là chúng vào một căn hộ, bắn chết người và lấy lại một chiếc vali cho ông chủ.
- Phần tiếp theo của bộ phim kể về nhiệm vụ của Vincent: đưa cô vợ Mia (Uma Thurman) của lão chủ đi chơi khi lão đi vắng. Vincent ghé qua nhà Lance trên đường đi để mua một ít heroin rồi đưa Mia đi ăn tối. Cả hai đã rất vui vẻ, thậm chí cùng nhau nhảy điệu twist. Vincent và Mia về nhà rất phấn khích. Khi Vincent đi vệ sinh, tự trấn an mình không nên ngoại tình tới vợ của ông chủ thì cô nàng tìm thấy gói heroin. Ả tưởng đó là cocaine (loại hít trực tiếp chứ không tiêm vào ven), hít nên bị sốc thuốc. Sợ ông chủ "xử lý", Vincent đưa Mia đến nhà Lance để tìm cách cứu. Chúng tiêm adrenaline cho Mia. Khi tỉnh lại, tất cả thống nhất không nói chuyện này cho Marsellus.
- Phim chuyển sang Butch, một võ sĩ quyền Anh có bố chết trong chiến tranh Việt Nam và để lại một chiếc đồng hồ mạ vàng vốn là của ông nội anh ta làm kỷ vật. Butch quý nó vô cùng. Tuy nhận tiền bán độ của Marsellus để giả vờ thua, Butch chẳng những không thua mà còn đánh chết đối thủ. Butch bị Marsellus truy lùng, anh ta hẹn cô bồ ở một nhà trọ để cả hai cùng chuồn nhưng cô bồ lại quên đem theo chiếc đồng hồ. Butch phải quay lại lấy và đụng phải Vincent đang chờ trong nhà. Butch vớ được khẩu súng và bắn chết Vincent. Trên đường trở ra, Butch gặp Marsellus ở ngã tư. Anh ta đâm xe vào Marsellus nhưng hắn không chết liền đuổi theo. Cả hai chạy vào một cửa hàng và bị chủ cửa hàng (một tên đồng tính) khống chế, trói lại và gọi cho đồng bọn là một gã cảnh sát biến chất và cũng đồng tính như hắn tới. Marsellus bị hiếp dâm. Butch trốn thoát nhưng quyết định quay lại cứu Marsellus. Vì thế bất hòa trước đây của 2 người được xóa bỏ với điều kiện Butch phải giữ bí mật chuyện này và rời khỏi Los Angeles ngay trong đêm.
- Phần sau trở lại với Jules và Vincent, sau khi xong việc 2 người xách cái vali và bắt theo 1 người. Vincent lỡ tay vô tình bắn chết người đó, máu bắn đầy xe nên không thể chạy trong thành phố. Chúng cầu cứu bạn của Jules là Jimmy (Quentin Tarantino - cũng là đạo diễn phim). Jimmy yêu cầu phải xử lý xong mọi việc trước khi vợ anh ta đi làm về, vì sợ vợ biết chuyện sẽ đòi ly dị. Jules gọi cho Marsellus nhờ sai người đến giải quyết ổn thỏa. Xong chuyện, Jules và Vincent đi ăn sáng với cái vali ở cái quán Pumpkin và Yolanda đang ngồi. Jules kể với Vincent về việc sau vụ này anh sẽ giải nghệ và đi ngao du khắp thế giới, Vincent có vẻ không đồng tình với quyết định đó của Jules.
- Phim kết thúc với cảnh Pumpkin và Yolanda cướp quán thì gặp phải Jules và Vincent nên bị khống chế. Jules tha cho họ, cho ít tiền và đuổi đi. Jules và Vincent cũng rời đi với cái vali.

## Ảnh hưởng
Nhiều cảnh trong phim đã nhanh chóng trở thành dấu ấn kinh điển; năm 2008, báo Entertainment Weekly nói rằng, "You'd be hard-pressed, by now, to name a moment from Quentin Tarantino's film that isn't iconic." (tạm dịch: "Việc tìm kiếm một khoảnh khắc kém hình tượng trong phim của Quentin Tarantino sẽ khiến bạn rất khốn khổ"). Đoạn hội thoại "Hoàng gia và phô mai" của Jules và Vincent trở nên nổi tiếng. Nó được nhắc đến sau gần một thập kỷ rưỡi về sau trong From Paris with Love. Màn tiêm adrenalin vào tim Mia Wallace lọt vào danh sách 100 khoảnh khắc phim điện ảnh tuyệt nhất do tạp chí Premiere chọn.
Pulp Fiction được nhiều tổ chức ca ngợi là phim hay mọi thời đại. Năm 2008, báo Entertainment Weekly tôn vinh Pulp Fiction là phim hay nhất 25 năm qua. Cùng năm, Viện phim Mỹ qua khảo sát "Ten Top Ten" xếp phim đứng hạng 7 mọi thời đại trong thể loại gangster. Năm 2007, phim đạt hạng 94 trong danh sách 100 phim của AFI. Năm 2005, Pulp Fiction lọt vào danh sách phim hay mọi thời đại của tạp chí Time's.
Cho đến tháng 1/ 2010, phim đạt điểm cao hạng 10 của trang Metacritic. Pulp Fiction đạt hạng rất cao trong các khảo sát nổi tiếng. Năm 2008, tạp chí Empire sau khi tổng hợp ý kiến khán giả, giới làm phim và giới phê bình ghi nhận Pulp Fiction là phim hay hạng 9 mọi thời đại. Tạp chí Anh Total Film năm 2006 xếp phim đứng hạng ba toàn lịch sử. Phim cũng đạt danh hiệu phim hay hạng tư toàn nước Anh qua bình chọn khán giả trên kênh Channel 4 năm 2001.

## Giải thưởng
Pulp Fiction thắng các giải thưởng sau, trong đó thành công nhất là kịch bản gốc (thắng ở cả ba giải thưởng là giải Oscar, BAFTA và Quả Cầu Vàng cho Quentin Tarantino và Roger Avary). Trong lễ trao giải Quả Cầu Vàng, khi lên nhận giải, Tarantino quên mất việc nhắc đến Avary trong diễn văn nhận giải của mình. Trong suốt mùa trao giải, Pulp Fiction được vinh danh Phim hay nhất bởi Hiệp hội phê bình phim quốc gia, Hiệp hội phê bình phim Los Angeles, Hội phê bình phim Boston, Hội phê bình phim Texas, Hiệp hội phê bình phim Đông Nam và Diễn đàn phê bình phim Kansas. Tarantino được vinh danh là đạo diễn xuất sắc nhất bởi cả bảy tổ chức trên cũng như bởi Diễn đàn phê bình phim New York và Hiệp hội phê bình phim Chicago.
| Giải thưởng / Sự kiện            | Hạng mục — Đối tượng đề cử |
| Giải Oscar                       | Kịch bản gốc hay nhất — Quentin Tarantino và Roger Avary                                                                                                   |
| BAFTA                            | Diễn viên phụ hay nhất — Samuel L. Jackson Kịch bản gốc hay nhất — Quentin Tarantino/Roger Avary                                                           |
| Liên hoan phim Cannes 1994       | Palme d'Or — Pulp Fiction (Quentin Tarantino, đạo diễn) |
| Quả Cầu Vàng                     | Quả Cầu Vàng cho kịch bản phim điện ảnh hay nhất — Quentin Tarantino                                                                                       |
| National Society of Film Critics | Phim hay nhất — Pulp Fiction (Quentin Tarantino, đạo diễn) Đạo diễn xuất sắc nhất — Quentin Tarantino Kịch bản hay nhất — Quentin Tarantino và Roger Avary |